# لين راي بيركنز
لين راي بيركنز (بالإنجليزية: Lynne Rae Perkins)‏‏ (31 يوليو 1956 - ) كاتِبة، وروائية، وكاتبة للأطفال من الولايات المتحدة.

## الجوائز
- جائزة نيوبري